# Erich Ponto
Erich Ponto (14 de diciembre de 1884 – 14 de febrero de 1957) fue un actor teatral y cinematográfico de nacionalidad alemana. 

## Biografía

### Juventud
Su nombre completo era Erich Johannes Bruno Ponto, y nació en Lubeca, Alemania, en el seno de una familia de cuatro hijos, siendo él el menor de ellos. Sus padres fueron Ida Albers y Ludwig Ponto, que heredó de su padre, Heinrich Ponto, una tienda de productos manufacturados, siendo la familia Ponto comerciantes en el norte de Alemania. Aunque vivían en Lubeca, la familia se trasladó a Hamburgo, y Erich Ponto asistió a la escuela en Altona. 
Ponto inició estudios de Farmacia, contándose entre sus instructores Wilhelm Röntgen. Sin embargo, siempre había querido actuar, por lo que ensayaba obras clásicas con sus amigos y participaba en círculos literarios, y en 1908 recibió formación como actor bajo la tutela de Hans Lackner.

### Actor de teatro y cine
Ponto tuvo su primera actuación en el Stadttheater Passau en 1908, trabajando después en Liberec y Nordböhmen (1910/11). En 1916 se casó con Tony Kresse, con la que tuvo una hija, Eva Ponto (nacida en 1918), y un hijo, Klaus Ponto (1927), que también fue actor. En la década de 1910 Ponto ya había tenido una breve experiencia en el cine mudo, en el film Der Geiger von Meißen (1921/1922). 
A partir de 1914 Ponto actuó en Dresde, donde vivió hasta 1947. En 1920 tuvo su primer contacto con el cine, pero realmente no inició su carrera cinematográfica hasta 1930, tras un paréntesis de diez años. Durante el Tercer Reich participó en el rodaje de varias películas de propaganda Nazi, entre ellas Die Rothschilds (1940), Blutsbrüderschaft (1941) y Ich klage an (1941). Fue especialmente destacado su papel de Profesor Crey en el film Die Feuerzangenbowle. Otro de sus mejores papeles fue el del profesor Speiter en Frauenarzt Dr. Prätorius. En 1949 consiguió la fama internacional gracias a su actuación en El tercer hombre, junto a Orson Welles y Joseph Cotten. 
Además de sus numerosos papeles en el cine, Ponto continuó siendo actor teatral, trabajando en Berlín y Dresde, consiguiendo una gran popularidad en esta última ciudad. Finalizada la Segunda Guerra Mundial, Ponto pasó a dirigir el Staatsschauspiel Dresden, aunque en 1947 decidió dejar el puesto y la ciudad. En la temporada 1950/51 Heinz Hilpert le llevó al Deutsches Theater en Gotinga. En este teatro, entre otros papeles, interpretó al personaje principal de Der Bauer als Millionär, de Ferdinand Raimund. Fueron muy gratos sus eventos matinales de los domingos, diseñados alternativamente por Erich Ponto y Heinz Hilpert.
Ponto fue activo políticamente, y desde 1946 a 1947 formó parte de la lista 6 del Partido Comunista de Alemania, en unas elecciones en las que coincidió con Victor Klemperer.
Uno de sus descubrimientos como director teatral fue el actor de Dresde Rolf Ludwig, que había sido piloto de la Luftwaffe durante la guerra, y que pasó una audición con Ponto. Otro de sus descubrimientos fue el actor Gert Fröbe. En 1947 Erich Ponto llegó a la Ópera Estatal de Stuttgart, y a los 70 años de edad quiso el papel protagonista de la obra de Gotthold Ephraim Lessing Nathan el Sabio. 
En 1952 Ponto fue nombrado Staatsschauspieler (artista estatal) de Württemberg , en 1954 fue galardonado con la Orden del Mérito de la República Federal de Alemania, y en 1956 recibió el Deutscher Filmpreis. 

### Últimos años
En sus últimos años, y hasta su muerte, Ponto vivió junto a una exalumna suya, la actriz Edith Heerdegen (1913–1982). Erich Ponto falleció en 1957 en Stuttgart, Alemania, tras una larga enfermedad. Tenía 72 años de edad. Ese mismo año se estrenó su última película, Der Stern von Afrika, en el rodaje de la cual ya estaba gravemente enfermo. Inicialmente fue enterrado en el Cementerio Waldfriedhof de Stuttgart, pero posteriormente fue trasladado al Cementerio Nienstedten de Hamburgo. En marzo de 2007 sus restos volvieron a trasladarse, en esta ocasión aI Urnenhain Tolkewitz de Dresde.
Erich Ponto era tío de Jürgen Ponto, presidente del Dresdner Bank asesinado en 1977.

## Actuaciones

### Filmografía
| - 1921: Der Geiger von Meissen - 1934: Liebe, Tod und Teufel - 1935: Das Mädchen Johanna - 1936: Der Hund von Baskerville - 1937: Tango Notturno - 1938: Die vier Gesellen - 1939: Hallo Janine - 1939: Schneider Wibbel - 1940: Das Herz der Königin - 1940: Der Feuerteufel - 1940: Achtung! Feind hört mit! - 1940: Kleider machen Leute - 1940: Die Rothschilds - 1941: Blutsbrüderschaft - 1940/41: Anschlag auf Baku - 1941: Ich klage an - 1942: Diesel - 1942: Der große Schatten - 1944: Philharmoniker - 1944: Die Feuerzangenbowle - 1944: Der Meisterdetektiv - 1944: Der Engel mit dem Saitenspiel | - 1947: Zwischen gestern und morgen - 1948: Film ohne Titel - 1948: Das verlorene Gesicht - 1949: El tercer hombre - 1949: Liebe 47 - 1949: Geliebter Lügner - 1950: Frauenarzt Dr. Prätorius - 1951: Was das Herz befiehlt - 1951: Primanerinnen - 1952: Herz der Welt - 1952: Liebe im Finanzamt - 1952: Haus des Lebens - 1952: Die große Versuchung - 1953: Hokuspokus - 1953: Keine Angst vor großen Tieren - 1954: Das fliegende Klassenzimmer - 1954: Sauerbruch – Das war mein Leben - 1955: Lola Montés - 1955: Himmel ohne Sterne - 1956: Wenn wir alle Engel wären - 1956: Robinson soll nicht sterben - 1957: Der Stern von Afrika |

### Radio y grabaciones
- 1948: Schneider Wibbel, con Lucy Millowitsch (Producción de la NWDR Köln, dirección de Wilhelm Semmelroth)
- 1949: Mephisto en Faust 1. Teil und 2. Teil
- 1949: Der dritte Mann (Producción de la WDR, dirección de Wilhelm Semmelroth)
- 1949: Reineke Fuchs (Deutsche Grammophon)
- 1949: Bergkristall, de Adalbert Stifter
- 1952: Die Andere und ich, de Günter Eich (Producción de la SDR, dirección de Cläre Schimmel)
- 1954: Das Fliegende Klassenzimmer (1954)
- Wilhelm Busch: Gedichte (Deutsche Grammophon)